# Flüchtlingslager Kutupalong

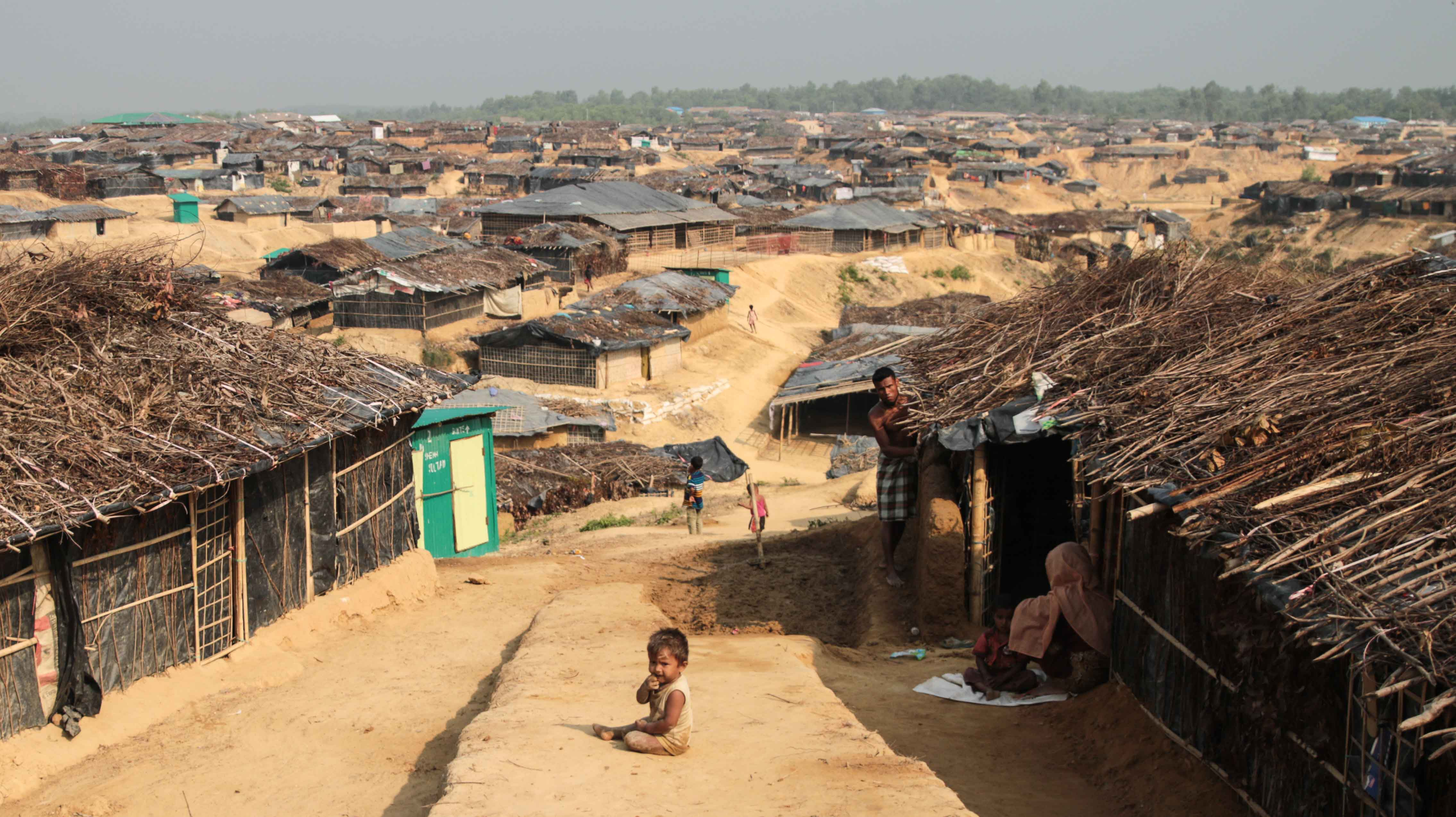
Flüchtlingslager Kutupalong (März 2017)

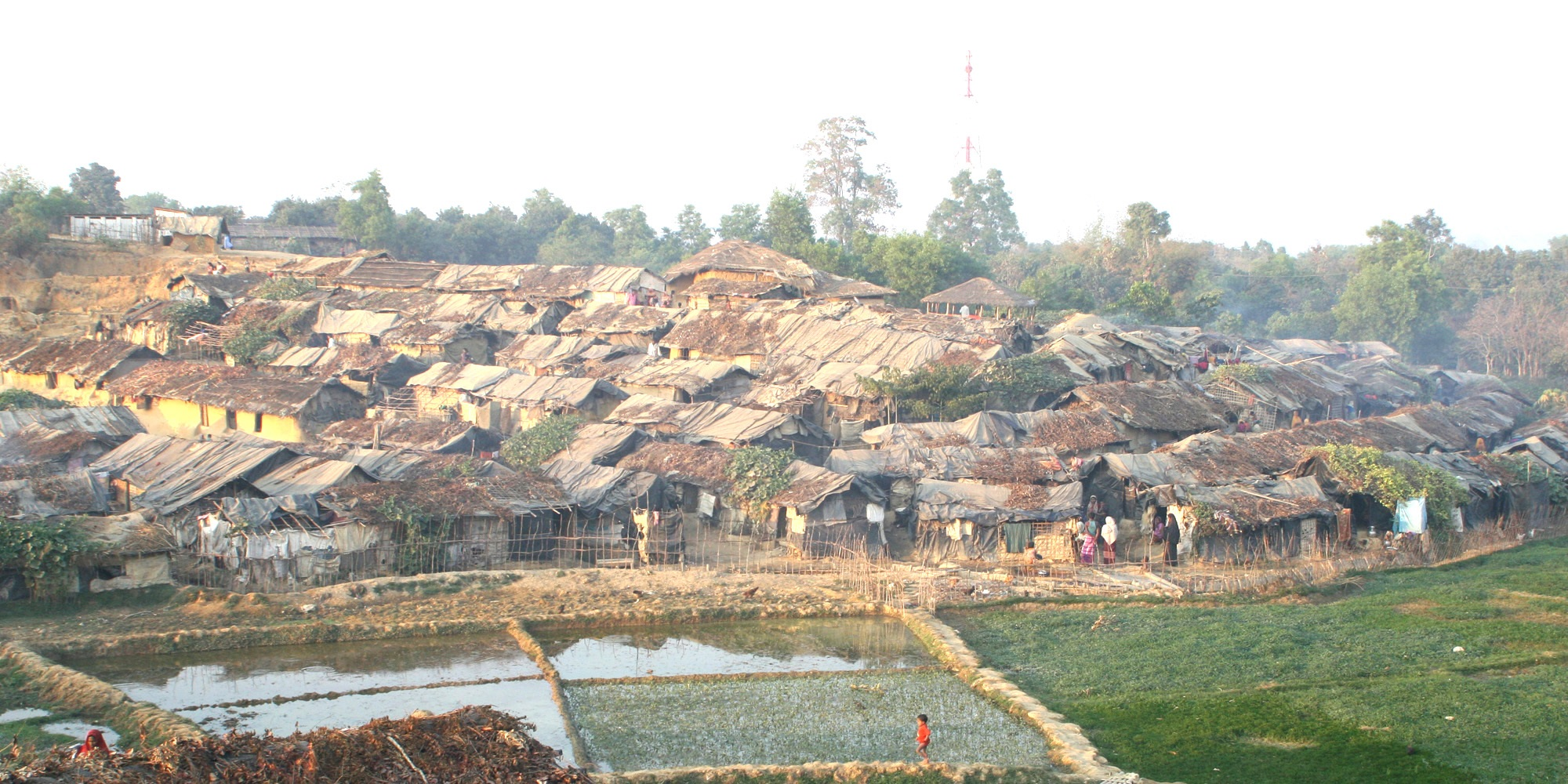
Flüchtlingslager Kutupalong (September 2017)

Das Flüchtlingslager Kutupalong ist das größte Flüchtlingslager der Welt. Es liegt im Distrikt Cox’s Bazar im südöstlichen Bangladesch an der Grenze zu Myanmar. Im März 2020 lebten hier 640.000 Menschen, vor allem von aus Myanmar geflohene Rohingya. Aktualisierte Zahlen (Stand: 31. August 2024) weisen für Cox’s Bazar mehr als 950.000 Flüchtlinge aus.
Im November 2017 unterzeichneten die Regierungen von Bangladesch und Myanmar eine Vereinbarung über die Rückführung von Rohingya-Flüchtlingen bzw. Zwangsvertriebenen aus Myanmar. Der Generalsekretär der Vereinten Nationen besuchte am 2. Juli 2018 das Lager mit den Leitern des UNHCR, des UNFPA und der Weltbank, die Zuschüsse in Höhe von bis zu 480 Mio. USD ankündigten.
Der Zustrom setzte sich in den folgenden Monaten des Jahres 2018 kontinuierlich fort, wobei die Menschen zu Fuß und mit dem Boot flüchteten. Viele Flüchtlinge kamen, oft nach tagelangen Märschen, erschöpft, traumatisiert und/oder ausgehungert an. Sie erlitten sexualisierte Gewalt und andere Menschenrechtsverletzungen. Weitere haben in ihren Dörfern oder unterwegs Familienmitglieder verloren.
Spiegel-Reporter schilderten 2018 ihre Eindrücke so: „eine kahle Landschaft, voll mit Hütten bis zum Horizont … eine Siedlung aus Plastikplanen und Bambusstangen, ohne Strom oder solide Kanalisation. Und über diesen Moloch fegt nun der Monsun hinweg.“
Am 22. März 2021 brach ein Brand im Camp 8W aus, der schnell auf die Camps 8E, 9 und 10 übergriff. Dabei kamen mindestens 15 Menschen ums Leben und hunderte wurden verletzt. Mehr als 10.000 Unterkünfte wurden zerstört.
Am 5. März 2023 brach im Camp 11 erneut ein Feuer aus. Über 2800 Schutzunterkünfte wurden durch den Großbrand beschädigt oder zerstört. Etwa 16.000 Menschen waren betroffen, darunter 5274 Rohingya, die ihre Unterkünfte verloren.
Mitte Mai 2023 war das Lager durch den Zyklon Mocha der Kategorie 5 mit Windstärken über 315 km/h im Golf von Bengalen bedroht, der am 14. Mai bei Sittwe im Grenzgebiet von Bangladesch/Myanmar auf Land traf. Im Vorfeld waren hier aus den betreffenden Küstenregionen Bangladeschs und Myanmars rund 400.000 Menschen evakuiert worden.